# پل دو دهانه خشت نو
پل دو دهانه خشت نو مربوط به اواخر دوره قاجار است و در شهرستان تنکابن، بخش خرم‌آباد، دهستان بلده، روستای تشکون، محله هلوبن واقع شده و این اثر در تاریخ ۲۶ اسفند ۱۳۸۶ با شمارهٔ ثبت ۲۱۹۸۳ به‌عنوان یکی از آثار ملی ایران به ثبت رسیده است.